# Golfo de Valencia
El golfo de Valencia es un entrante del mar Balear (Mediterráneo occidental) en las costas del este de España, desde el cabo de la Nao (Alicante) por el sur, hasta el cabo de Tortosa en el delta del Ebro (Tarragona) en el norte, abarcando una línea costera de aproximadamente 400 km, e integrando en sus aguas al archipiélago de las islas Columbretes frente a las costas de Castellón.

## Geografía
A lo largo de toda la línea de costa que comprende el golfo de Valencia, encontramos (de norte a sur) como accidentes geográficos más destacados los cabos de Peñíscola, Oropesa, y Cullera, pues generalmente la costa es baja y arenosa, lo cual favorece la presencia de abundantes zonas pantanosas (sobre todo en la llanura central) como las albuferas de Oropesa, Gandía y Oliva, siendo la más importante la albufera de Valencia.
Los cultivos de arrozales más propios de la llanura central se compaginan con el cultivo de cítricos a lo largo de toda la costa y con el cultivo de hortalizas en el norte del Golfo.
De caudales irregulares y prácticamente escasos en la desembocadura, los ríos (de norte a sur) del Mijares, Palancia, Turia, Júcar, Serpis, y pequeños ríos como el Girona, Gorgos, Molinell, Racons, etc, vierten sus aguas en este golfo.

## Economía
El Golfo de Valencia abarca un área muy densamente poblada, pues la plataforma litoral de la misma comprende una gran cantidad de playas que favorecen la consolidación del turismo (bajo los nombres turísticos de Costa del Azahar y Costa de Valencia para los litorales de las provincias de Castellón y Valencia respectivamente), y el desarrollo industrial de la zona también es patente debido a la presencia de puertos comerciales tan importantes como los de Valencia, Gandía, Sagunto, Castellón de la Plana, o San Carlos de la Rápita.
- Datos: Q582246